# Siegfried Brietzke
Siegfried Brietzke (ur. 12 czerwca 1952 w Rostocku) – niemiecki wioślarz reprezentujący NRD, trzykrotny medalista olimpijski i pięciokrotny medalista mistrzostw świata.

## Kariera
Wystąpił na igrzyskach olimpijskich w Monachium w 1972, wspólnie z Wolfgangiem Magerem zdobywając złoty medal w dwójkach bez sternika. Wschodnioniemiecka dwójka o 3,90 sekundy wyprzedziła Szwajcarów i o 5,54 sekundy Holendrów. Na rozgrywanych cztery lata później igrzyskach olimpijskich w Montrealu startował w czwórkach bez sternika. Siegfried Brietzke, Andreas Decker, Stefan Semmler i Wolfgang Mager zdobyli złoty medal, wyprzedzając o 3,80 sekundy Norwegów i o 5,10 osadę ZSRR. Brał też udział w igrzyskach olimpijskich w Moskwie w 1980, wspólnie z Jürgenem Thiele, Andreasem Deckerem i Stefanem Semmlerem zdobywając kolejny złoty medal w czwórkach bez sternika. W finale o 3,64 sekundy wyprzedzili osadę ZSRR i o 8,41 sekundy osadę Wielkiej Brytanii.
W tej samej konkurencji zdobył ponadto złote medale na mistrzostwach świata w Lucernie (1974), mistrzostwach świata w Nottingham (1975), mistrzostwach świata w Amsterdamie (1977) i mistrzostwach świata w Bledzie (1979). W międzyczasie zdobył też srebrny medal na mistrzostwach świata w Cambridge (1978).
Po zakończeniu kariery został trenerem. Był też członkiem Komitetu Olimpijskiego NRD, a w latach 1990-1993 Deutscher Olympischer Sportbund.
W 1980 odznaczony Złotym Orderem Zasługi dla Ojczyzny, a w 1984 Brązowym Orderem Olimpijskim.
Po upadku Muru Berlińskiego i zjednoczeniu Niemiec okazało się, że Brietzke w trakcie kariery stosował doping. Ponadto był tajnym współpracownikiem (ps. Charlie) Ministerstwa Bezpieczeństwa Państwowego NRD (Stasi), któremu powierzono kontrolę i donoszenie na sportowców odmiennych ideologicznie.